# József Várszegi
József Várszegi (né le 7 septembre 1910 à Győr et décédé le 12 juin 1977 à Budapest) est un athlète hongrois spécialiste du lancer de javelot. Licencié au Magyar Atlétikai Klub puis au Goldberger Sportegyesület, il mesurait 1,82 m pour 80 kg.

## Carrière

### Palmarès
| Date | Compétition           | Lieu    | Résultat | Performance |
| ---- | --------------------- | ------- | -------- | ----------- |
| 1934 | Championnats d'Europe | Turin   | 5e       | 65,81 m     |
| 1936 | Jeux olympiques d'été | Berlin  | 8e       | 65,30 m     |
| 1938 | Championnats d'Europe | Paris   | 3e       | 72,78 m     |
| 1948 | Jeux olympiques d'été | Londres | 3e       | 67,03 m     |

### Records
| Épreuve           | Performance | Lieu | Date |
| ----------------- | ----------- | ---- | ---- |
| Lancer de javelot | 72,78 m     |      | 1938 |